# Мревлішвілі Маквала Олександрівна
Мревлішвілі Маквала Олександрівна (14 (27) лютого 1909, Сигнахи — 5 вересня 1992, Тбілісі) — радянська дитяча письменниця, поетеса і прозаїк, перекладачка.
Народилася в родині художника Олександра Мревлішвілі (1866—1933).
У 1930 році закінчила Тбіліський державний університет, факультет педагогіки літературного відділу. Після закінчення працювала в різних передачах дитячої редакції радіокомітету, науковим співробітником Державного музею, в художньому гуртку Республіканського палацу, очолювала дитячу секцію Спілки письменників. Кандидат філологічних наук (1958).
Перший вірш «Листи з Абастумані», опубліковано в 1927 році, перша книга «Вірші» — в 1940 році.
Розповідь «Куці чурчхели» представляв СРСР (поряд з оповіданнями Р. Погодіна, О. Донченко, В. Железникова, Я. Раннапа, Х. Назіра) в збірці оповідань письменників різних країн «Діти світу» (1962), підготовленому міжнародною редакційною колегією (видана в СРСР в 1965 році).
Займалася перекладами з інших мов.